# Philip A. Draganov
Philip A. Draganov (* 25. Juni 1978 in Hamburg) ist ein deutscher Violinist, Pädagoge und Dirigent. Er ist Professor für Violine an der Hochschule der Künste Bern (HKB) und leitet zudem als einziger festangestellter Dozent die Violinklasse im PreCollege Musik der Zürcher Hochschule der Künste (ZHdK). Zudem unterrichtet er eine Violinklasse für hochbegabte Jungtalente am Konservatorium Zürich (MKZ). Draganov ist ferner Mitglied der „European String Teachers Association“ und Jurymitglied bei Internationalen Wettbewerben.

## Ausbildung
Nach Privatunterricht bei Roland Greutter in Hamburg erhielt Draganov seine musikalische Ausbildung schon während der Schulzeit bei Uwe-Martin Haiberg am Julius-Stern-Institut der Universität der Künste Berlin und studierte danach an der Juilliard School in New York bei Margaret Pardee, Masao Kawasaki, Robert Chen und Kammermusik bei Felix Galimir. In Europa studierte er anschließend bei Herman Krebbers in Amsterdam, Ida Bieler in Düsseldorf, Jens Ellermann in Hannover und Nora Chastain in Zürich. Wichtige Impulse erhielt er auf Meisterkursen bei Ana Chumachenco, Thomas Brandis und Rosa Fain und mit dem Streichquartett bei Hatto Beyerle (Alban Berg Quartett).
Parallel zu seiner Ausbildung als Geiger hat Draganov an der Zürcher Hochschule der Künste seine Ausbildung als Dirigent abgeschlossen.
Mit 10 Jahren wurde er 1. Bundespreisträger bei „Jugend musiziert“ in Deutschland. In den Folgejahren gewann er zahlreiche Auszeichnungen und Wettbewerbe wie den „Wettbewerb zur Förderung junger Künstler“ und erhielt u. a. das Stipendium der Oscar- und Vera-Ritter Stiftung. Bereits als 12-Jähriger debütierte er als Solist mit den Hamburger Symphonikern in der Hamburger Laeiszhalle und übt seither eine vielfältige internationale Konzerttätigkeit aus.

## Projekte
Als gefragter Kammermusiker spielt Draganov regelmäßig in wechselnden Formationen von Duo bis Oktett. Neben Soloauftritten, Rezitals und Kammermusikkonzerten wird Draganov regelmäßig von bedeutenden Orchestern angefragt und übernimmt auch Aufgaben als Konzertmeister oder Stimmführer.
Seit 2010 ist Philip A. Draganov künstlerischer Leiter der Swiss International Music Academy (SIMA) von „Youth Classics“. Beim jährlichen Festival unterrichtet und konzertiert er gemeinsam mit Künstlern wie Ana Chumachenco, Nora Chastain, Ulf Wallin, Pavel Vernikov, Thomas Grossenbacher, Volker Jacobsen, Andreas Janke, Jens Peter Maintz, Troels Svane, Igor Ozim und Thomas Selditz. Seine Studierenden und ehemaligen Studierenden sind Gewinner zahlreicher nationaler und internationaler Violinwettbewerbe, konzertieren solistisch oder haben Orchesterstellen in führenden europäischen Orchestern. Als Gastdozent gibt er Meisterkurse in Deutschland, Italien, der Schweiz, Spanien, Süd-Korea, den USA, der Ukraine und Russland, auch an verschiedenen Hochschulen wie dem renommierten “Rimskij-Korsakow”– Konservatorium in St. Petersburg oder dem „Tblisi State Conservatoire“ in Georgien.
In den letzten 15 Jahren nehmen die Projekte, die Philip A. Draganov als Dirigent leitet, einen wesentlichen Teil seines künstlerischen Schaffens und Konzertierens ein. So arbeitete er u. a. mit dem Karlsbad Symphony Orchestra in Tschechien, dem Zürcher Kammerorchester und Mitgliedern des Tonhalle-Orchesters Zürich zusammen und dirigiert regelmäßig das PreCollege Orchestra der Zürcher Hochschule der Künste (PCOZ). Er ist zudem Music Director des YOUTH CLASSICS Orchestra, welches er bei zahlreichen Anlässen wie u. a. bei „Art on Ice“ im Zürcher Hallenstadion oder auch im Theater Spirgarten in Zürich dirigiert. Dieses Orchester besteht aus Studierenden von Musikhochschulen und wenigen ausgewählten Jungtalenten im Vorstudium zur Hochschule. Draganov ist Gast bei internationalen Festivals wie dem „Seongnam Music Festival“ in Südkorea. Ein vielfältiges symphonisches und chorsymphonisches Konzertrepertoire zeichnet Philip A. Draganov als Dirigenten aus. Zu den Solistinnen und Solisten, mit denen er gemeinsam konzertierte, gehören Khatia Buniatishvili, Oliver Schnyder und Teo Gheorghiu.
Draganov spielt eine Violine des Italieners Tommaso Balestrieri aus dem Jahr 1769 sowie moderne Instrumente von Stephan von Baehr (Hamburg) und Stefan-Peter Greiner (Zürich). CD-Aufnahmen sind bei Acustica-Records und Solo Musica erschienen.
Er lebt mit seiner Familie in der Nähe von Zürich.